# 17: Greatest Hits
17: Greatest Hits es un álbum de grandes éxitos del cantante puertorriqueño Ricky Martin. Se lo lanzó exclusivamente en el Reino Unido el 11 de julio de 2011.
El disco se publicó un día antes del concierto del cantante de su gira Música + Alma + Sexo World Tour en la ciudad de Londres. Este incluye todos los sencillos de Martin del Reino Unido: «Livin' la Vida Loca» (número uno por tres semanas; certificación platina), «She Bangs» (número tres; certificación de plata), «Nobody Wants to Be Lonely» (puesto cuatro), «María» (sexto lugar), «Private Emotion» (puesto nueve), «I Don't Care» (número once), «Shake Your Bon-Bon» (puesto doce), «Loaded» (número diecinueve) y «The Cup of Life» (puesto veintinueve).
Incluye «The Best Thing About Me Is You» con la artista británica Joss Stone y «Más» (Wally Bilingual Remix). El primero y la versión del disco del tema «Más» figuraron en Música + alma + sexo (2011).
El álbum debutó en el puesto veinicuatro de la lista UK Albums Chart donde vendió 5083 copias. Stephen Thomas Erlewine del sitio Allmusic le dio cuatro estrellas de cinco.
Es una colección de sus canciones de sus álbumes en inglés en formato de audio remasterizado y digitalizado.

## Lista de canciones
| N.º | Título                                                 | Escritor(es)                                                             | Producer(s)                               | Duración |  |
| 1.  | «Livin' la Vida Loca»                                  | Luis Gómez Escolar, Desmond Child, Draco Rosa                            | Child, Rosa                               | 4:03     |  |
| 2.  | «María» (Pablo Flores Spanglish Radio Edit)            | Escolar, K. C. Porter, Ian Blake                                         | Blake, Porter, Javier Garza, Pablo Flores | 4:29     |  |
| 3.  | «She Bangs»                                            | Child, Walter Afanasieff, Rosa, Glenn Monroig, Julia Sierra, Danny López | Rosa, Afanasieff                          | 4:40     |  |
| 4.  | «Shake Your Bon-Bon»                                   | Child, Rosa, George Noriega                                              | Noriega, Rosa                             | 3:09     |  |
| 5.  | «Nobody Wants to Be Lonely» (con Christina Aguilera)   | Child, Victoria Shaw, Gary Burr                                          | Afanasieff                                | 4:09     |  |
| 6.  | «The Cup of Life» (Crowd Noise)                        | Escolar, Child, Rosa                                                     | Child, Rosa                               | 4:31     |  |
| 7.  | «La Bomba»                                             | Escolar, Porter, Rosa                                                    | Porter, Rosa                              | 4:34     |  |
| 8.  | «I Don't Care» (con Fat Joe y Amerie)                  | Joe Cartagena, Scott Storch, Sean Garrett                                | Storch                                    | 3:51     |  |
| 9.  | «Private Emotion» (con Meja)                           | Rob Hyman, Eric Bazilian                                                 | Child, Rosa                               | 4:00     |  |
| 10. | «She's All I Ever Had»                                 | Jon Secada, Rosa, Noriega                                                | Noriega, Secada, Rosa, Afanasieff         | 4:55     |  |
| 11. | «Come to Me»                                           | Rosa, David Resnik, James Goodwin                                        | Emilio Estefan, Noriega                   | 4:31     |  |
| 12. | «The Best Thing About Me Is You» (con Joss Stone)      | Child, Ricky Martin, Bazilian, Andreas Carlsson                          | Child                                     | 3:35     |  |
| 13. | «Spanish Eyes/Lola, Lola (Medley)» (de One Night Only) | Escolar, Child, Porter, Rosa, Blake                                      | Child, Porter, Rosa                       | 5:46     |  |
| 14. | «Loaded» (George Noriega Radio Edit 2)                 | Secada, Rosa, Noriega                                                    | Estefan, Noriega, Rosa                    | 3:48     |  |
| 15. | «It's Alright»                                         | Danny López, George Pajon Jr., Javier García, Soraya Lamilla             | will.i.am, López, Pajon, Martin           | 3:31     |  |
| 16. | «Pégate» (MTV Unplugged Version Radio Edit)            | Roy Tavaré, Martin, Tommy Torres                                         | Torres, David Cabrera                     | 3:10     |  |
| 17. | «Más» (Wally Bilingual Remix)                          | Child, Martin, Claudia Brant, Tainy, Ferras Alqaisi                      | Child, Wally López                        | 4:29     |  |

## Posicionamientos
| Lista (2011)    | Posición |
| --------------- | -------- |
| UK Albums Chart | 24       |

## Historial de lanzamientos
| País        | Fecha               | Sello    | Formato | Catálogo    |
| ----------- | ------------------- | -------- | ------- | ----------- |
| Reino Unido | 11 de julio de 2011 | Columbia | CD      | 88697940302 |